# Cercle d’Echecs de Strasbourg
Der Cercle d’Echecs de Strasbourg (C.E.S.) ist ein traditionsreicher und erfolgreicher französischer Schachverein in Straßburg. Er spielte eine wichtige Rolle bei der Entwicklung der Schachorganisation in Frankreich.

## Beschreibung
Im Jahre 1887 wurde die Straßburger Schachgesellschaft gegründet. Nach dem Ersten Weltkrieg, als Straßburg und das Elsass wieder zu Frankreich gehörten, war der Verein 1922 Gastgeber des ersten Treffens der Schachvereine von Elsass und Lothringen und richtete 1924 die dritte französische Einzelmeisterschaft aus.
Seit 1952 ist der Verein unter dem Namen Cercle d’Echecs de Strasbourg beim Straßburger Vereinsregister eingetragen. Auf die Initiative Straßburger Schachfreunde ging 1959 die Gründung von Europe Échecs, der ältesten französischen Schachzeitung, zurück. In den 1970er Jahren haben Aktive des C.E.S. zu einer Zeit, als die meisten Schachturniere als geschlossene Einladungsturniere ausgerichtet wurden, eine Tradition offener internationaler Schachturniere in Straßburg begründet.
Im Jahr 1980 ging die Einrichtung der französischen Mannschaftsmeisterschaft auf eine Initiative des C.E.S. zurück. Straßburg gewann diesen Wettbewerb die ersten fünf Male. Danach gelang kein weiterer Titelgewinn, der Verein konnte sich aber bis auf wenige Ausnahmen bis heute in der ersten französischen Liga halten. Neben diesen fünf nationalen Titeln kann der C.E.S. auch auf vierzehn französische Pokalsiege zurückblicken.